# Шапур IV
Шапур IV (*д/н —420) — шах-ін-шах Персії у 420 році.

## Життєпис
Походив з династії Сасанідів. Син Єздигерда I, шах-ін-шаха Персії, та Шошандухт, доньки юдейського ексіларха. Про молоді роки нічого невідомо. У 415 році батько призначив Шапура царем Вірменії. Тут керував до 420 року, намагаючись посилити перську владу. Для цього Шапуру вдалося замиритися з вірменською знаттю. Водночас намагався навернути вірмен на зороастризм, проте невдало.
У 420 році після вбивства Єздигерда I Шапур рушив на Ктесифон, де його було оголошено новим шах-ін-шахом. Проте невдовзі Шапура IV було вбито внаслідок змови знаті. Новим володарем Персії поставлено Хосрова, сина Бахрама IV.